# Shorabak
Shorabak est un district situé dans le sud-est de la province de Kandahâr en Afghanistan. Il est bordé par le district de Reg à l'ouest, par le district de Spin Boldak au nord ainsi que par le Pakistan à l'est et au sud. Les Baloutches et les Pachtounes sont les ethnies dominantes du district.

## Crédit d'auteurs
- (en) Cet article est partiellement ou en totalité issu de l’article de Wikipédia en anglais intitulé « Shorabak District » (voir la liste des auteurs).